# Jonathan Valiente
Jonathan Ariel Valiente Melgarejo (San Lorenzo, Departamento Central; 21 de febrero de 1998), más conocido como Jonathan Valiente, es un futbolista paraguayo que se desempeña como centrodelantero y actualmente milita en el Deportes Linares de la Segunda División de Chile.

## Trayectoria

### Libertad y debut en Primera División
Jonathan Valiente comenzó a jugar al fútbol en un club barrial denominado Tayuazape, en su ciudad natal de San Lorenzo. Posteriormente prueba suerte en las inferiores del Club Libertad y más tarde emprende un breve viaje a Catar para luego regresar a las divisiones inferiores del Guma en el año 2012.
El 17 de septiembre de 2014, Jonathan, con apenas 16 años de edad, es convocado por el DT Pedro Sarabia en la lista de buena fe de 20 jugadores para el encuentro contra Barcelona de Ecuador en el marco del partido de vuelta por la segunda fase de la Copa Sudamericana.
El juego disputado en el estadio Nicolás Léoz de Tuyucúa finalmente se resolvería a favor del cuadro gumarelo por 2 goles contra 0, Jonathan no ingresó al encuentro en aquella oportunidad.
Su debut en Primera División se produce el domingo 21 de septiembre de 2014 en la victoria de 2-0 sobre el 12 de Octubre en cancha de Libertad. Jonathan ingresaría a los 33 minutos de la complementaria estrenándose en la máxima categoría del balompié guaraní con tan solo 16 años.
Su primer gol con la casaca albinegra llegaría el 19 de octubre en la goleada de 6-0 sobre General Díaz, Jonathan anotaría el primer gol de la jornada con un certero cabezazo en el amanecer del partido.
El 23 de septiembre de 2015, Valiente sería incluido por el DT Ever Hugo Almeida en la lista de jugadores de la Copa Sudamericana y, un día más tarde, el 24 de septiembre, el juvenil delantero arrancaría como titular para sorpresa de propios y extraños en el duelo de ida de octavos de final frente al Chapecoense de Brasil. Sin embargo, Valiente sería rápidamente sustituido alrededor de los 20 minutos de juego producto de una descompensación.
Su último partido en la temporada lo disputaría frente a Olimpia en el empate a 1 el 27 de septiembre, arrancando nuevamente como titular pero volviendo a ser sustituido una vez más antes del término de la primera etapa.

## Selección nacional
Jonathan ha sido internacional con la Selección de Paraguay Sub-17, en la que disputó el Campeonato Sudamericano Sub-17, evento que tomó parte en tierras guaraníes desde el 4 hasta el 29 de marzo del 2015.
Estuvo presente en los 8 partidos de la Albirrojita en el certamen, la mayoría de las veces arrancando como suplente. Su primer gol lo anota en el empate a 1 contra Colombia el 13 de marzo, resultado que le sirvió a Paraguay para terminar como puntero del grupo con 8 unidades.
Su segundo tanto lo anotaría justamente frente a Colombia cuatro días después, el 17 de marzo, en la goleada de 4-0. Paraguay finalmente se conformaría con el cuarto puesto de la competición, adjudicándose el último boleto al Mundial Sub-17 llevado a cabo en Chile ese mismo año.
Sin embargo, Jonathan no sería tenido en cuenta por el entrenador Carlos Jara Saguier para formar parte de la cita mundialista.

## Clubes
| Club                     | País     | Año       |
| ------------------------ | -------- | --------- |
| Libertad                 | Paraguay | 2014-2019 |
| → Independiente (cedido) | Paraguay | 2018      |
| Fernando de la Mora      | Paraguay | 2020-2021 |
| Gavilanes de Matamoros   | México   | 2021      |
| Fernando de la Mora      | Paraguay | 2022      |
| Santaní                  | Paraguay | 2022      |
| Deportes Linares         | Chile    | 2023-Act. |

## Estadísticas

### Clubes
| Club              | División      | Temporada       | Liga  | Liga  | Copas nacionales | Copas nacionales | Torneos internacionales | Torneos internacionales | Total | Total |
| Club              | División      | Temporada       | Part. | Goles | Part.            | Goles            | Part.                   | Goles                   | Part. | Goles |
| ----------------- | ------------- | --------------- | ----- | ----- | ---------------- | ---------------- | ----------------------- | ----------------------- | ----- | ----- |
| Libertad Paraguay | 1.ª           | 2014 - Presente | 6     | 2     | 0                | 0                | 1                       | 0                       | 7     | 2     |
| Libertad Paraguay | Total club    | Total club      | 6     | 2     | 0                | 0                | 1                       | 0                       | 7     | 2     |
| Total carrera     | Total carrera | Total carrera   | 6     | 2     | 0                | 0                | 1                       | 0                       | 7     | 2     |

## Palmarés

### Torneos nacionales
| Título          | Club     | País     | Año  |
| --------------- | -------- | -------- | ---- |
| Torneo Apertura | Libertad | Paraguay | 2014 |
| Torneo Clausura | Libertad | Paraguay | 2014 |
| Torneo Apertura | Libertad | Paraguay | 2016 |
| Torneo Apertura | Libertad | Paraguay | 2017 |